# Karl Gustav Ljunggren
Karl Gustav Ljunggren, född 6 december 1906 i Halmstad, död 11 januari 1967 i Lund, var en svensk språkvetare. 
Ljunggren blev filosofie licentiat 1930, filosofie doktor och docent i nordiska språk vid Lunds universitet 1932, professor i svenska språket där sedan 1940, medarbetare i Svenska Akademiens Ordbok 1931–1934, ledamot i Nämnden för svensk språkvård 1944 (vice ordförande sedan 1953), Svenska fornskriftsällskapet 1942, Sydsvenska ortnamnssällskapet 1938 (ordförande sedan 1952), inspektor för Hallands nation i Lund 1951–1958, ordförande Akademiska föreningen i Lund 1953–1961, ordförande i styrelsen för landsmålsarkivet i Lund sedan 1956 och ålderman i Sankt Knuts Gille i Lund sedan 1958. 
Ljunggren blev ledamot av Vetenskapssocieteten i Lund 1937 (styrelseledamot 1939–1953, preses 1960–1961), Kungliga Humanistiska Vetenskapssamfundet i Lund  1940, Det Kongelige Norske Videnskabers Selskab i Trondheim 1951, Kungliga Samfundet för utgivande av handskrifter rörande Skandinaviens historia 1954, Kungliga Gustav Adolfs Akademien för svensk folkkultur  1957 och Kungliga Vitterhets-, historie- och antikvitetsakademien 1959. 
Ljunggren författade avhandlingar och uppsatser rörande frågor angående bland annat svenska språket, ortnamnsforskning, runologi, fornsvensk lexikografi (supplement till Knut Fredrik Söderwalls ordbok över svenskt medeltidsspråk), Halmstads äldre historia samt var huvudredaktör för "Arkiv för nordisk filologi" från 1943. 
Hans dotter Karin Josephson (född 1945) har varit föredragande vid riksdagens kulturutskott och är änka efter redaktör Carl Olof Josephson. Karl Gustav Ljunggren är begraven på Norra kyrkogården i Lund.